# Hans Kuzel
Hans Kuzel (* 22. März 1859 in Wien; † 7. Juli 1922 in Baden (Niederösterreich)) war ein österreichischer Chemiker.

## Leben
Kuzel studierte an der Technischen Hochschule in Wien, an der Universität in Erlangen bei E. Fischer und erwarb 1883 seinen Dr. phil.
Vor seiner Promotion arbeitete er kurzzeitig bei der Farbenfabrik Bindschedler & Busch in Basel und war danach Fischers Assistent. Auf dessen Empfehlung begann er beim Farbwerk Meister, Lucius & Brüning in Hoechst. Er leitete mehrere Azofarbenfabriken und entwickelte neue Azofarbstoffe. 1892 arbeitete er am Robert Koch-Institut in Berlin über Bakteriologie und von 1893 bis 1895 war er Leiter der Farbwerke Levinstein & Co  in Manchester.
Ab 1896 lebte er in Baden bei Wien und entwickelte ein Verfahren zur Gewinnung von Wolfram-Glühfäden aus einem Kolloid. Dieses Verfahren wurde einige Jahre von der Firma Johann Kremenezkys angewandt. Er leistete auch Vorarbeiten für das neue Österreichische Patentgesetz.